# Tony Walton
Pour les articles homonymes, voir Walton.
Tony Walton est un directeur artistique, décorateur et costumier britannique né le 24 octobre 1934 à Walton-on-Thames (Surrey) et mort le 2 mars 2022 à New York.

## Biographie
En août 1961, Walt Disney voit Julie Andrews sur scène à Broadway et lui propose dès le lendemain le rôle de Mary Poppins dans l'adaptation cinématographique qu'il prépare, ainsi que d'engager Tony Walton, son mari, comme consultant pour les costumes sur le film,. Le projet se réalisera deux ans plus tard, après que Warner Bros. aura préféré Audrey Hepburn à Julie Andrews pour l'adaptation cinématographique de My Fair Lady et vaudra à Walton une nomination à l'Oscar des meilleurs costumes, récompense qu'il remportera en 1980 pour les décors de Que le spectacle commence de Bob Fosse après trois autres nominations.
Il a été également nommé quinze fois aux Tony Awards et a remporté trois fois le trophée.

### Vie privée
Tony Walton a été marié de 1959 à 1967 à l'actrice et chanteuse Julie Andrews, avec laquelle il a eu une fille, Emma Walton (en) née en 1962.
Il a épousé en 1991 la journaliste britannique Gen LeRoy.

## Distinctions

### Récompenses
- Tony Awards 1973 : Meilleurs décors pour Pippin
- Oscars 1980 : Meilleurs décors pour Que le spectacle commence, partagé avec Philip Rosenberg, Edward Stewart et Gary J. Brink
- Creative Arts Primetime Emmy Awards 1985 : Meilleure direction artistique d'une minisérie, un téléfilm ou un programme spécial pour Mort d'un commis voyageur, partagé avec John Kasarda et Robert J. Franco
- Tony Awards 1986 : Meilleurs décors pour The House of Blue Leaves
- Tony Awards 1992 : Meilleurs décors pour Guys and Dolls
- Lifetime Achievement Award 2012 décerné par l'Art Directors Guild

### Nominations
- Oscars 1965 : Meilleurs costumes pour Mary Poppins
- Tony Awards 1967 : Meilleurs costumes en  pour The Apple Tree.
- Tony Awards 1976 : Meilleurs décors pour Chicago
- Tony Awards 1980 : Meilleurs décors pour A Day in Hollywood / A Night in the Ukraine
- Tony Awards 1984 : Meilleurs décors pour The Real Thing
- Tony Awards 1987 : Meilleurs décors pour The Front Page
- Tony Awards 1988 : Meilleurs décors pour Anything Goes
- Tony Awards 1989 : Meilleurs décors pour Lend Me a Tenor
- Tony Awards 1990 : Meilleurs décors pour Grand Hotel
- Tony Awards 1991 : Meilleurs décors pour The Will Rogers Follies
- Tony Awards 1994 : Meilleurs décors pour She Loves Me
- Tony Awards 1997 : Meilleurs décors pour Steel Pier
- Tony Awards 2000 : Meilleurs décors pour Uncle Vanya